# Джон Майкл Бішоп
Джон Майкл Бішоп (англ. John Michael Bishop; народився 22 лютого 1936 року, Йорк, Пенсільванія, США) — американський імунолог і мікробіолог, лауреат Нобелівської премії з фізіології або медицини 1989 року «за відкриття клітинної природи ретровірусних онкогенів», яку він розділив з Гарольдом Вармусом. Професор Університету Каліфорнії в Сан-Франциско.

## Біографія
Джон Майкл Бішоп народився 22 лютого 1936 року в Йорку (Пенсільванія) в сім'ї лютеранського священика. Він закінчив невелику сільську школу, а потім провінційну вищу школу. Дружба з сімейним лікарем Робертом Кафом стимулювала його інтерес до біології людини. Вирішивши вступити до медичної школи, Бішоп спочатку закінчив Геттісберзький коледж, а потім почав вивчати медицину в Гарвардському університеті. Там він вперше почав займатися вірусами тварин. Після закінчення медичної школи Бішоп 2 роки пропрацював лікарем у Массачусетському загальному госпіталі, а потім вступив у пост-докторантуру в Національний інститут здоров'я в Бетезді, де займався реплікацією поліовірусу, а після річного перебування в Гамбурзі отримав позицію в Університеті Каліфорнії в Сан-Франциско, де працює досі.

## Науковий внесок
Спочатку Джон Бішоп цікавився молекулярною біологією, але брак досвіду не дозволив йому безпосередньо займатися дослідженнями в цій галузі, тому він вибрав наукову нішу, яка, не бувши областю фундаментальної молекулярної біології, тим не менше дозволила йому бути залученим в неї. Він займався вірусами, зокрема їх реплікацією. В Університеті Каліфорнії Бішоп почав працювати з вірусом саркоми, який пізніше став вважатися одним з класичних ретровірусів. У цей час Говард Темін та Девід Балтімор відкрили зворотну транскриптазу, ключовий фермент ретровірусу. Бішоп зміг описати механізм копіювання РНК в ДНК зворотною транскриптазою і охарактеризував вірусну РНК в інфікованій клітнині. Наприкінці 1970-х років Бішоп разом з Гарольдом Вармусом досліджували як вірус саркоми трансформує інфіковані клітини в неоплазми. Вони виявили, що ген вірусу, що викликає утворення пухлини, або неопластичних трансформацію інфікованих клітин, (src) опинився в вірусному геномі в результаті захоплення нормального клітинного гена (прото-онкогена) в процесі трансдукції. Мутація цього гена перетворила його в онкоген.
У 1989році у Бішоп та Вармус отримали за свої дослідження Нобелівську премію з фізіології або медицини.